# Gerda Pamler
Gerda Pamler (née en 1958) est une ancienne skieuse alpine paralympique et artiste de nationalité allemande. Elle a participé aux Jeux paralympiques d'hiver de 1992, 1994 et 1998. Elle a remporté six médailles, deux médailles d'or, trois d'argent et une de bronze.
En 1986, elle est blessée lors d'un accident de ski. Elle publie ses circuits en handbike sur alpenvereinaktiv.

## Carrière
Elle a été sélectionnée dans l'équipe nationale paralympique allemande de ski, où elle a pu participer à trois Jeux paralympiques d'hiver, en 1992, 1994 et 1998.
Aux Jeux paralympiques d'hiver de 1992 à Albertville, Pamler a remporté l'or dans la course de slalom LW 10/11 (en 2: 03,83). Elle a remporté deux médailles d'argent : en super-G (en 1 :34,48, derrière Sarah Will en 1 :27,66, devant la troisième Toshiko Gouno en 1 :48,89) en descente (avec un temps de 1:31.09), derrière Sarah Will en 1:24.08, et devant Candace Cable en 1:37.02.
Aux Jeux paralympiques d'hiver de 1994, elle a remporté trois médailles : la médaille d'or en 3 : 12,39 en slalom géant LWX-XII, la médaille d'argent en super G LWX-XII (temps 1 : 28,24), et la médaille de bronze en descente LWX-XII (en un temps de 1:36,23, derrière Sarah Will 1:30,46 et Kelley Fox 1:34,55).
Pamler a participé aux Jeux paralympiques d'hiver de 1998 à Nagano, mais elle n'a pas pu terminer car elle a été disqualifiée.